# Puente de madera del Río San Pedro
El puente de madera sobre el Río San Pedro (referido también como Puente de la Algaida o Puente Mirador Río San Pedro) es una pasarela peatonal que une las orillas de los términos municipales españoles del Puerto de Santa María y Puerto Real, cruzando el río San Pedro, un brazo de mar del océano Atlántico. 

## Historia
El puente fue inaugurado en 2002, como parte de las obras de ordenación del Parque de los Toruños, dentro del parque natural Bahía de Cádiz. La actuación fue diseñada por el arquitecto César Portela. El puente sufrió un incendio en el año 2003 en la parte central, que lo dejó inutilizado. No sería hasta 2006 que la Consejería de Obras Públicas iniciara las obras de restauración del puente. Junto con los senderos, pasarelas y miradores del parque está catalogado como Bien Cultural por el Instituto Andaluz de Patrimonio Histórico. Se ha convertido en un símbolo del parque, apareciendo habitualmente en fotografías y publicaciones del lugar. Forma parte del Camino de Santiago desde Cádiz, también llamado Vía Augusta.

## Características
La pasarela mide 353 metros desde los estribos. Las pilas se separan a 7 metros sucesivamente en todo el recorrido. Tiene un ancho de 2,5 metros, que se ensancha hasta los 6 metros en el mirador central.